# Dicky Woodstock
Dicky Woodstock is een jaarlijks terugkerend muziekfestival in Steenwijkerwold (tot en met 2004 in Baars).
Het festival trekt ongeveer 25.000 bezoekers. Het wordt georganiseerd in het eerste weekend van augustus. De eerste editie duurde een dag, in de jaren daarna werd ook de vrijdag erbij getrokken en later begon het festival op donderdag en eindigde het in de nacht van zaterdag op zondag.
Vanaf 2013 staan er vier tenten (voorheen drie tenten) op het terrein met vier podia. Er zijn kermisattracties en bezoekers kunnen overnachten op een camping. Op het festival zijn al vele bekende nationale en internationale artiesten en bands de revue gepasseerd, zoals Anouk, Golden Earring, Status Quo, Normaal, Earth & Fire, Suzan & Freek en Doe Maar.

## Geschiedenis
Het festival ontstond in 1989, toen men zanger Armand wilde laten optreden in café De Karre in Tuk. De protestzanger eiste dat hij tijdens zijn optreden mocht blowen. De café-eigenaar van destijds, Hein Kranendonk, stond dit echter niet toe. Zoon Henk Kranendonk en Folkert Munsterman, beiden bekend van Mannenkoor Karrespoor, organiseerden daarom in een weiland van Munsterman een popfestival. De buurman van Munsterman heette Dick Woets en zo ontstond de naam Dicky Woodstock. De eerste editie werd exact twintig jaar na het in 1969 georganiseerde Amerikaanse popfestival Woodstock georganiseerd. Dat was toeval, maar de media sprong massaal in op het evenement. Daardoor kwamen er niet de verwachte driehonderd, maar achthonderd bezoekers.
Tot en met 2004 werd het festival gehouden in het gehucht Baars, dat tijdens die drie dagen werd omgedoopt tot 'Baarse Vrijstaat'. De wegen van de twee organisatoren scheidden zich en ze besloten elk een eigen festival te organiseren. Kranendonk organiseerde het feest in 2005 op de bekende data, maar nu in een weiland op de hoek Hesselingendijk en Thijlingerhof in Steenwijkerwold. Munsterman hield in juli 2005 een Woodstock Open Air. De tweede editie van zijn festival moest in 2006 plaatsvinden in het tweede weekend van september. Dit bleek echter geen doorgang te kunnen vinden, omdat al een ander evenement in de buurt op het programma stond. Omdat al wel een groot aantal bands en artiesten was gecontracteerd, hield Munsterman een Woodstock Indoor in zijn eigen café. In de jaren erna bleef het festival in handen van Kranendonk.
Het festival kwam landelijk in het nieuws toen op 4 augustus 2012 tijdens plotseling opkomend noodweer een grote festivaltent waarin zich ongeveer 150 mensen bevonden instortte. Dertien mensen raakten dusdanig gewond dat zij zich moesten laten behandelen in het ziekenhuis. Eén slachtoffer liep ernstig letsel op. Op 12 april 2013 organiseerde Dicky Woodstock in samenwerking met theater de Meenthe het popconcert "Dreuge in de Meenthe" om de 24e editie alsnog tot een goed einde te brengen. 1.700 bezoekers maakten van de gelegenheid gebruik om hun toegangsbewijs gratis om te wisselen. Daarnaast werden ook de 900 resterende kaarten verkocht. Op 16 april 2013 werden drie onderzoeksrapporten gepubliceerd omtrent het incident. Daaruit bleek dat er van alles mis ging bij de alarmering en coördinatie van de hulpdiensten.
In 2020 en 2021 werd het festival afgelast vanwege de coronapandemie.